# Lasagne
Lasagne is een Italiaanse ovenschotel die wordt bereid met dunne pastabladen van circa 10 bij 15 cm.
In het Nederlands worden deze bladen lasagnabladen genoemd, in het Italiaans worden ze aangeduid met lasagne (meervoud). Soms wordt ook de complete schotel in het Italiaans met deze term aangeduid, ofwel lasagne al forno (bladen uit de oven). Hoewel lasagna een typisch Italiaans gerecht is, komt de naam uit Griekenland, waar "lasanon" platte deegkoek betekent.
De lasagnebladen zijn meestal geel van kleur, maar kunnen ook groen zijn door de toevoeging van spinazie.

## Verschillende gerechten
De traditionele Italiaanse ovenschotel stamt uit Midden-Italië. In Noord- en Zuid-Italië kan lasagna iets anders betekenen, zoals smalle stroken pasta die al dan niet in de minestrone gaan. In Toscane bestaat een variant met kastanjemeel: le lasagne bastarde ofwel lasagne matte della Lunigiana.

## Bereiding
De ovenschotel wordt gemaakt met voorgekookte, halfgare plakken pasta, gehakt, groenten of tomatensaus en kaas  (Parmezaanse kaas, ricotta of mozzarella). Er bestaan diverse varianten, onder andere met spinazie.
Ook buiten Italië wordt lasagne veelvuldig aan de lokale smaak aangepast. Zo wordt lasagne binnen de Ierse keuken bereid met tomaten, cheddarkaas en een grote hoeveelheid gehakt, en wordt het geserveerd met friet. In vele landen van West-Europa wordt de ovenschotel gemaakt met voorgekookte, halfgare plakken pasta, gehakt, Parmezaanse kaas en bechamelsaus, dit is echter een adaptatie van het klassieke gerecht en verwijst naar de lasagne al forno uit de streek rond Napels. De "echte" lasagne zoals die in de rest van Italië wordt gemaakt bevat geen bechamelsaus.
In kant-en-klaarlasagne is een deel van de kaas vaak vervangen door de goedkopere analoogkaas.